# Colin Archer
Colin Archer   (Larvik, 22 de juliol de 1832 - Larvik, 8 de febrer de 1921) va ser un arquitecte naval i constructor de vaixells. La seva família havia emigrat a Noruega des d'Escòcia el 1825. Els seus dissenys i construccions de vaixells són reconeguts per la seva seguretat i fortalesa. Entre els seus treballs hi ha la construcció del vaixell Fram que Fridtjof Nansen i Roald Amundsen van utilitzar a les seves expedicions polars.

## Vida i obra
Abans de la seva carrera d'arquitecte naval va viure un temps a Queensland, Austràlia, on va emigrar amb els seus germans. Ell i la seva drassana van ser reconeguts per la construcció robusta i segura dels seus vaixells.
El 1983, Archer va rebre l'encàrrec de la Redningsselskapet (Societat noruega per al rescat de la mar) de fer un tipus de veler pel salvament nàutic i va construir un disseny fort i robust que es coneix com un Colin Archer. El prototip, RS1 Colin Archer , encara navega i manté una activitat nàutica continuada. Diversos vaixells construïts per Archer van seguir actius al sistema de salvament nàutic durant més de 40 anys i alguns d'ells encara segueixen navegant: RS10 Christiania, RS14 Stavanger , RS40 Frithjof Wiese .
El 1892, va construir el vaixell polar Fram, amb la col·laboració d'Otto Sverdrup i Fridtjof Nansen. El seu disseny va ser fet pensant per resistir les altes pressions que el buc podia patir en quedar atrapat pel gel a l'oceà Àrtic. El Fram va ser una peça clau de l'èxit de les expedicions al pol Nord de Fridtjof Nansen i després a la històrica expedició al pol Sud de Roald Amundsen. El Fram avui es conserva al Museu Fram a Oslo.
Colin Archer va dedicar molts d'estudis i temps per calcular el disseny i construcció d'un buc eficient i sòlid. Avui, els seus càlculs i treballs encara són una referència en el disseny nàutic. Se li atribueix l'autoria de la construcció de més de dos centenars d'embarcacions.

## Llegat
Els dissenys de Colin Archer van crear escola a la construcció naval de les drassanes noruegues i també es van adaptar a la navegació de plaer en el segle xx. El 1904, el mateix Archer va construir un vaixell per a l'escriptor Robert Erskine Childers anomenat Asgard; el vaixell es troba actualment en un museu i és considerat el "iot més important en la història d'Irlanda".
El 1928, William Atkin a partir dels models d'Archer va dissenyar l'Eric  i el 1934 l'Ingrid . L' Eric  es va convertir en un referent en la vela oceànica i amb vaixells com Lehg II de Vito Dumas i Suhaili de Robin Knox-Johnston fent circumnavegacions notables, aquest darrer va ser el primer vaixell que va navegar en solitari i sense escales la volta al món.
En la dècada de 1970, William Crealock va adaptar els dissenys d'Archer a la construcció amb fibra de vidre amb el model Westsail 32. Aquest famós vaixell de creuer va inspirar moltes imitacions, de manera que l'estil "Archer doble-ender" de vaixell ha mantingut la seva popularitat i vigència durant més d'un segle.

## Honors

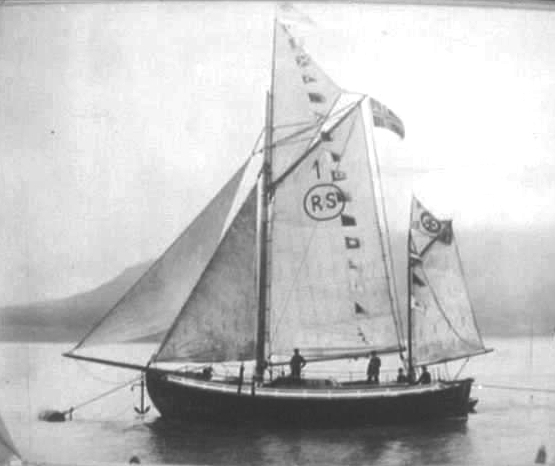
RS 1 Colin Archer l'any 1893

Dos vaixells de salvament i rescat noruecs han estat batejats amb el nom de Colin Archer, un d'ells, el prototip de vaixell de salvament de la Redningsselskapet encara és en actiu. La península de Colin Archer a l'illa de Devon, a Nunavut, és batejada en el seu honor.
La regata nàutica Colin Archer Memorial Race també és dedicada en el seu honor. Se celebra cada dos anys i surt de Lauwersoog, als Països Baixos i acaba prop de Larvik, a Noruega. La distància de navegació és d'unes 365 milles nàutiques (676 km) que, segons les condicions meteorològiques i el tipus de vaixells, els participants triguen a recórrer entre tres i cinc dies.